# William Morris Meredith
William Morris Meredith (8 tháng 6 năm 1799 - 17 tháng 8 năm 1873) là một luật sư và chính trị gia người Mỹ đến từ Philadelphia, Pennsylvainia. Ông từng giữ chức vụ Bộ trưởng Ngân khố Hoa Kỳ, dưới thời Tổng thống Zachary Taylor.
Meredith sinh ra tại Philadelphia, Pennsylvainia. Ông là người con trai đầu tiên của William Tuckey Meredith (mất năm 1844).
Sau khi mẹ ông qua đời năm 1828, William Meredith đã nuôi những người em của ông. Vào ngày 17 tháng 6 năm 1834, ở tuổi 35 và sau 10 năm tham gia, Meredith cưới Catherine Keppele vào năm 1854. Họ có một con trai tên là William, sau đó là một nhà văn và nhà thơ được xuất bản và bốn cô con gái: Gertrude Gouverneur Meredith, Euphemia Ogden Meredith, Elizabeth Caldwell Meredith và Catherine Keppele Meredith. Catherine Meredith cũng giúp chăm sóc cho anh chị em ruột của chồng mình, và cha của ông khi ông bị tàn tật do đột quỵ vào năm 1839.

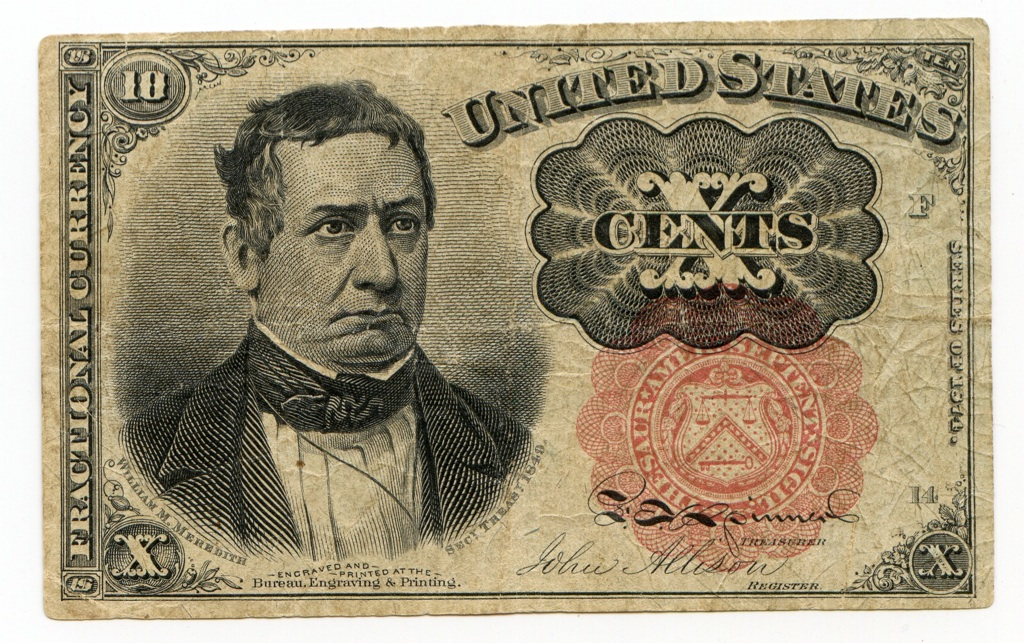
Tờ tiền William Morris Meredith

Việc tăng nợ công do cuộc Chiến tranh Mexico-Mỹ và việc mua lại California đã đưa ra luận cứ bổ sung cho Meredith về tăng thu nhập thông qua thuế nhập khẩu cao hơn, nhưng trong thời hạn của Meredith, không có hành động nào được áp dụng đối với thuế quan. Ông cũng đề nghị sửa đổi Bộ Quy tắc khảo sát bờ biển, không thay đổi kể từ khi thực hiện vào năm 1806. Cuộc khảo sát bờ biển đã có sự mở rộng và cải tiến lớn với việc đưa ra các tàu chạy bằng hơi nước và cần được sửa đổi. Meredith từ chức làm Bộ trưởng Ngân khố Hoa Kỳ thứ 19, cho đến khi Tổng thống Zachary Taylor qua đời vào năm 1850.
Meredith qua đời ở  vào ngày 17 tháng 8 năm 1873, ở tuổi 74. Vợ ông, Catherine cũng đã qua đời năm 1854. Cả hai đều được mai táng tại Nhà thờ Christ Church Burial Ground ở Philadelphia.
Hội Lịch sử của Philadelphia giữ các giấy tờ gia đình Meredith. Một trường  đã được đặt tên cho danh dự của ông vào năm 1931, và vẫn hoạt động ngày hôm nay.
Meredith đã nhận được một trong hai giải Đại bàng đôi năm 1849 trong khi làm Bộ trưởng Ngân khố. Đó là Double Eagle năm 1849 là một đồng xu mẫu. Đồng xu khác được trưng bày tại Viện Smithsonian. Đồng xu đã được bán đấu giá như là một phần của bất động sản của ông nhưng không biết vị trí của nó sau này.

## Tham khảo

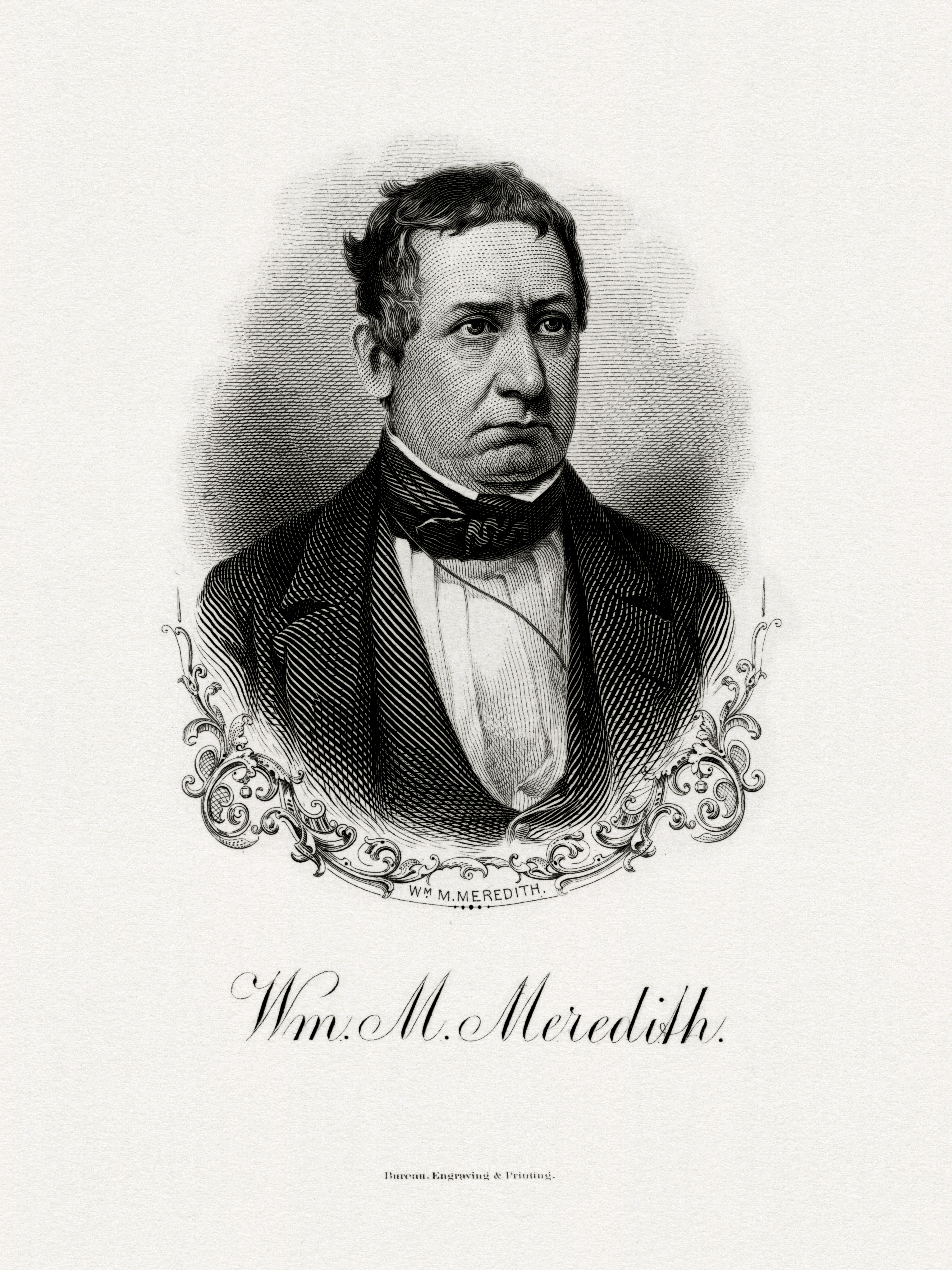
Meredith khi đang làm Bộ trưởng Ngân khố Hoa Kỳ, 1849.